# Movimento Arte Contemporânea

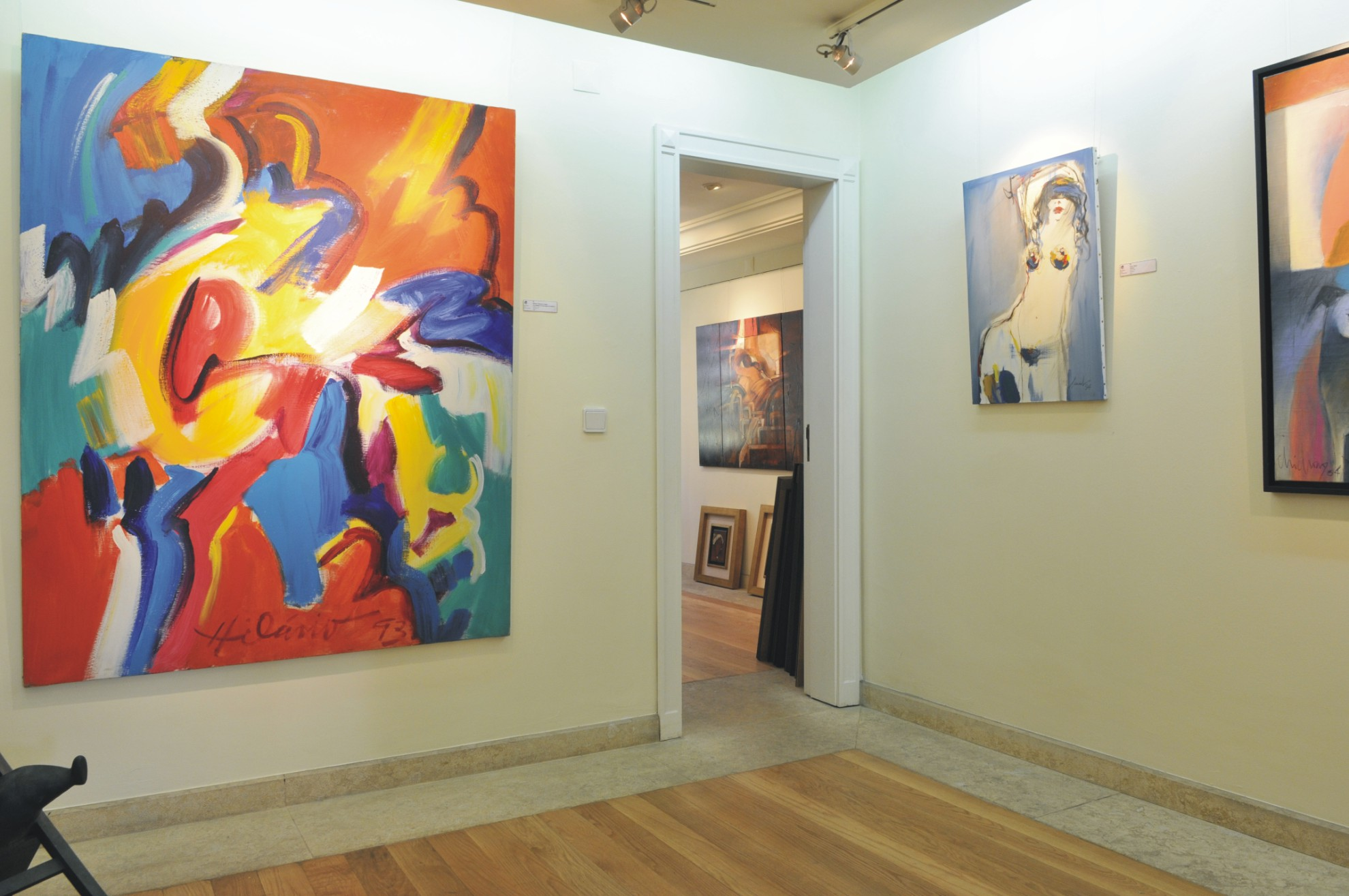
Galeria na Rua do Sol ao Rato.

Movimento Arte Contemporânea é uma galeria de arte em Lisboa que procura promover o trabalho artístico de muitos artistas portugueses e estrangeiros. Apesar de estar principalmente focada na arte contemporânea, a galeria também expõe obras de outros géneros artísticos.

## História
A galeria abriu no início dos anos 90 na nº9/C, da Rua do Sol ao Rato.